# Питови
Питови (Pittidae) са семейство средноголеми птици от разред Врабчоподобни (Passeriformes).
Включва около 40 вида, разпространени главно в тропическите области на Азия, Австралазия и Африка. Видовете са много сходни на външен вид и по начин на живот и по-рано са класифицирани в един общ род. Достигат дължина 15 – 25 сантиметра и имат масивно тяло със силни издължени крака и дълги стъпала, много къса опашка и леко закривен клюн. Много от видовете са ярко оцветени.

## Родове
Семейство Pittidae – Питови
- Erythropitta
- Hydrornis
- Pitta